# Merosargus vertebratus
Merosargus vertebratus är en tvåvingeart som beskrevs av James 1971. Merosargus vertebratus ingår i släktet Merosargus och familjen vapenflugor. Inga underarter finns listade i Catalogue of Life.